# بين كابيتال
باين كابيتال هي شركة استثمارية أمريكية خاصة مقرها في بوسطن . وهي متخصصة في الأسهم الخاصة ورأس المال الاستثماري والائتمان والأسهم العامة والاستثمار المؤثر وعلوم الحياة والعملات المشفرة وفرص التكنولوجيا وفرص الشراكة والمواقف الخاصة والعقارات . تستثمر باين كابيتال في مجموعة من القطاعات الصناعية والمناطق الجغرافية. اعتبارًا من 2022  تمكنت الشركة من إدارة ما يقرب من 165 مليار دولار من رأس مال المستثمرين.  تأسست الشركة في عام 1984 من قبل شركاء من شركة الاستشارات باين وشركاه . يقع المقر الرئيسي للشركة في 200 شارع كلارندون في بوسطن ولديها 22 مكتبًا في أمريكا الشمالية وأوروبا وآسيا وأستراليا.
منذ تأسيسها، استثمرت في مئات الشركات أو استحوذت عليها، بما في ذلك مسارح إيه إم سي ، أرتيسان إنترتينمنت ، مجموعة أسبن التعليمية ، مجموعة أدوات أبيكس ، بروكستون ، برجر كنج ، مصنع برلنغتون كوت، كندا غوس ، دي آي سي إنترتينمنت ، دومينوز بيتزا ، دبل كليك ، دانكن. دوناتس ، دي آند إم القابضة ، مركز الجيتار ، شركة المستشفيات الأمريكية (إتش سي إيه) ، آي هارت ميديا، آي تي بي إيرو ، كي بي تويز ، سيلي ، هيئة الرياضة ، ستابلز ، تويز آر أص ، فيرجن أستراليا ، مجموعة وارنر ميوزيك ، فينجرهوت ، أثينا هيلث ، ذا ويذر تشانل ، وفارسيتي براندز ، ومجموعة أبل للترفيه ، التي تضم أيه ام فاكيشن وأبل فاكيشنز. أصبحت الشركة وأفعالها خلال السنوات الخمس عشرة الأولى من عمرها موضوعًا للتدقيق السياسي والإعلامي نتيجة للمسيرة السياسية اللاحقة للمؤسس المشارك ميت رومني ، وخاصة حملته الرئاسية لعام 2012 .
في يونيو 2023، احتلت باين كابيتال المرتبة 13 في تصنيف (بي إي أي 300 ) الخاص بشركة الدولية للأسهم الخاصة لأكبر شركات الأسهم الخاصة في العالم.

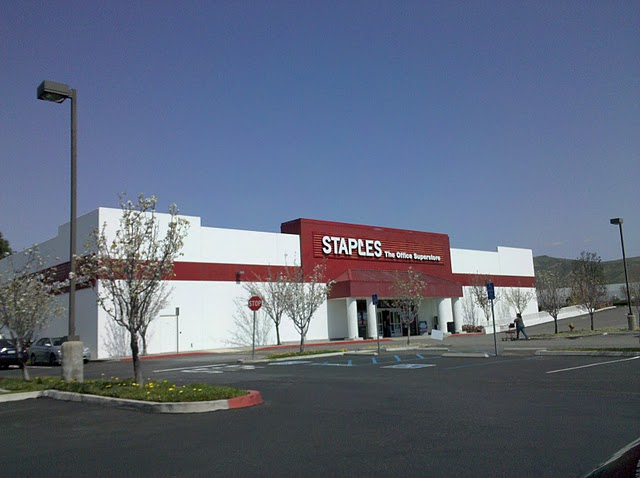
كانت Bain Capital مستثمرًا أوليًا في شركة Staples, Inc.

## أبرز الموظفين الحاليين والسابقين
- جوشوا بيكنشتاين
- جون بي كونوتون
- ميت رومني
- جوناثان لافين
- ستيفن باجليوكا
- ديفال باتريك